# Listă de scriitori români - X

## Scriitori români - X
- Xenopol, Alexandru D.